# Dragan Kovačić
Dragan Kovačić je bivši hrvatski košarkaš. Igrao je za Hrvatsku i za Jugoslaviju. Bio je pretečom "leteće košarke".
Bio je članom sastava hrvatske reprezentacije koja je odmjerila snage s izabranim sastavom zvijezda NBA lige u povijesnoj utakmici odigranoj u Karlovcu 2. lipnja 1964. godine. Za Hrvatsku su tad igrali Josip Đerđa, Boris Križan, Nemanja Đurić, Dragan Kovačić, Marko Starčević (Ostarčević?), Živko Kasun, Slobodan Kolaković, Petar Skansi, Zlatko Kiseljak, Željko Troskot, Stjepan Ledić, Mirko Novosel.